# Plichancourt

Plichancourt este o comună în departamentul Marne, Franța. În 2009 avea o populație de 209 de locuitori.